# Premiership Rugby 2002-03
La Liga de Inglaterra de Rugby 15 2002-03, más conocido como Zurich Premiership 2002-03 (por razones comerciales) fue la decimosexta edición del torneo más importante de rugby de Inglaterra.

## Formato
El torneo se disputó en dos etapas, la primera una fase regular en donde cada equipo se enfrentó en condición de local y de visitante a cada uno de sus rivales, posteriormente los tres mejores equipos clasificaron a la postemporada, en donde el 2° y 3° puesto se enfrentaron en semifinales y el ganador se enfrentó en la gran final al primer clasificado de la fase regular.
El último clasificado de la fase regular descendió al RFU Championship.

## Desarrollo

### Fase regular
| Pos. | Equipo             | Encuentros | Encuentros | Encuentros | Encuentros | Tantos | Tantos | Tantos | PB | PB | Puntos |
| Pos. | Equipo             | PJ         | PG         | PE         | PP         | F      | C      | Dif    | BO | BD | Puntos |
| ---- | ------------------ | ---------- | ---------- | ---------- | ---------- | ------ | ------ | ------ | -- | -- | ------ |
| 1.º  | Gloucester         | 22         | 17         | 2          | 3          | 617    | 396    | +221   | 7  | 3  | 82     |
| 2.º  | London Wasps       | 22         | 13         | 2          | 7          | 553    | 460    | +93    | 6  | 5  | 67     |
| 3.º  | Northampton Saints | 22         | 13         | 0          | 9          | 512    | 376    | +136   | 5  | 5  | 62     |
| 4.º  | Sale Sharks        | 22         | 12         | 2          | 8          | 556    | 470    | +86    | 8  | 2  | 62     |
| 5.º  | Leeds Tykes        | 22         | 12         | 2          | 8          | 478    | 435    | +43    | 1  | 5  | 58     |
| 6.º  | Leicester Tigers   | 22         | 12         | 0          | 10         | 448    | 396    | +52    | 4  | 3  | 55     |
| 7.º  | Harlequins         | 22         | 9          | 0          | 13         | 461    | 560    | -99    | 3  | 5  | 44     |
| 8.º  | Saracens           | 22         | 8          | 0          | 14         | 499    | 587    | -88    | 5  | 5  | 42     |
| 9.º  | London Irish       | 22         | 8          | 1          | 13         | 432    | 485    | -53    | 2  | 4  | 40     |
| 10.º | Newcastle Falcons  | 22         | 8          | 0          | 14         | 388    | 545    | -157   | 3  | 5  | 40     |
| 11.º | Bath               | 22         | 7          | 2          | 13         | 385    | 490    | -105   | 1  | 3  | 36     |
| 12.º | Bristol Bears      | 22         | 7          | 1          | 14         | 504    | 633    | -129   | 3  | 3  | 36     |

|  | Postemporada.                   |
|  | Descendido al RFU Championship. |

### Postemporada

#### Semifinal
| 17 de mayo de 2003 | London Wasps | 19 - 10 | Northampton Saints |  |  |

#### Final
| 31 de mayo de 2003 | Gloucester | 3 - 39 | London Wasps |  |  |

| Bandera de Inglaterra |
| Campeón London Wasps  |
| Tercer título         |